# Svällare
En svällare är en anordning i en orgel för att variera ljudstyrkan.
Bröstverk och svällverk i en orgel är ofta inklädda i ett skåp, där en sida (oftast framsidan) är försedd med smala luckor, som samfällt manövreras från en trampa, så att de vrids till öppet eller stängt läge. På så sätt kan organisten åstadkomma kontinuerlig förändring i ljudstyrkan (crescendo och diminuendo). Detta behövs framför allt vid framförande av musik från den romantiska musikepoken.